# 第216師団 (日本軍)
第216師団（だいにひゃくじゅうろくしだん）は、大日本帝国陸軍の師団の一つ。
太平洋戦争の末期、1945年（昭和20年）1月20日に帝国陸海軍作戦計画大綱が策定された結果、本土決戦に備えるべく急造が決定した54個師団の一つであり、そのうちの第二次兵備として、4月2日に編成された8個の機動打撃師団の一つである。

## 沿革
第216師団は、1945年（昭和20年）4月2日に京都で編成され、第16方面軍直轄部隊として作戦地の熊本に配備中に終戦を迎えた。歩兵第524連隊の第三大隊の場合、編成地の姫路発は8月20日の予定であったが、大隊長藤原彰大尉の判断で予定を繰り上げ、臨時列車を編成し8月18日に姫路を発って熊本県来民に赴き、9月下旬に姫路に戻り解散した。

## 師団概要

### 歴代師団長
- 中野良次 中将：1945年（昭和20年）4月30日 - 終戦

### 参謀
- 吉田俊隈 少佐：不詳 - 終戦[1]
- 河合康夫 少佐：不詳 - 終戦[1]

### 最終所属部隊
- 歩兵第522連隊（京都）：富田実中佐
- 歩兵第523連隊（敦賀）：平井重文中佐
- 歩兵第524連隊（姫路）：片岡太郎中佐
- 野砲兵第216連隊（京都）：名川義人中佐
- 迫撃第216連隊（京都）：幡川錬治大佐
- 第216師団速射砲隊：大塚泰一大尉
- 第216師団機関砲隊：垣本政治少佐
- 第216師団工兵隊
- 第216師団輜重隊：竹内一郎少佐
- 第216師団通信隊：富田義雄大尉
- 第216師団兵器勤務隊
- 第216師団第4野戦病院